# Future Shock
「フューチャー・ショック」 ("Future Shock")はストラトヴァリウスのファーストシングル。CBSフィンランドからリリースされた。ティモ・トルキ作曲、アンティ・イコーネン作詞。1996年に発売されたシングル『ファザー・タイム』ではティモ・コティペルトが歌う『Future Shock 96』が再録された。

## 収録曲
1. "Future Shock" (4:33)
2. "Witch-Hunt" (3:19)